# 南雍雙柱
南雍雙柱，指的是清末和民國早年在南京大學的前身學校擔任教職的兩位國學學者王伯沆和柳翼謀。
王伯沆（王瀣）、柳翼謀（柳詒徵），清末皆任兩江師範學堂教習，民國初年分別出任南京高等師範學校國文、史學兩系教授，為現代國立南京大學（國立中央大學）中文、歷史學科的開創人。文學宗師王伯沆，史學宗師柳翼謀，秉南雍古風，傳教修養于現代學府，道德學術，士林敬重，在民國早年並稱“南雍雙柱”。
胡先驌民國二十四年發表在《國風》上的紀念文章《樸學之精神》中記述：
「南雍師生乃以繼往開來融中西為職志，王伯沆先生主講四書與杜詩，至教室門為之塞，而柳翼謀先生之作《中國文化史》，亦為世所宗仰，流風所被，成才者極眾。」
文史學家高明在“國立中央大學的傳統精神 ”一文中並列提到柳翼謀、王伯沆兩位學者，寫道：
「我入學已在東南大學的時代，記得那時有許多學者故意醜詆中國文化，把中國文化說得一文不值，主張徹底地摧毀掉，辦雜誌大肆宣傳，蔚成一時風氣；唯有我們東南大學的師生屹然不搖，我們很理智地衡量，對於自己民族文化失掉信心的人，還能愛自己的國家嗎？把自己民族文化的長處完全抹殺掉，把一些小缺點拼命地誇大，以偏概全這是公平的嗎？這是合乎科學的嗎？把所謂“新青年”都變成“洋迷”，甘心臣服於異族，這是國家民族之福嗎？我們也辦了一個雜誌，叫做《學衡》，喚醒學術界的理性，對一些辭邪說，要讀者加以客觀的理智的衡量。我們的教授柳翼謀先生（詒徵）特寫了一部《中國文化史》三巨冊，對學生講授，讓學生看到中國文化的全貌和真象，也讓青年們自己理解中國文化是否真的一文不值。我們的教授王伯沆（瀣）先生特別開了一門“四子書”的課，闡述中國文化裡精微的“道”與“理”，每逢開講的時候，一間最大的課室裡，學生總是坐得滿滿的，到得遲一點的就擠站在門口和窗口的走廊上，靜悄悄地沒有一點聲息，只聽見伯沆先生的南京口音在侃侃而談，娓娓不絕，淵淵入微。抗戰的時期，日本人進攻南京，伯沆先生得了中風症，不能隨校撤退到後方，一介書生，貧餓交迫，日本人聞訊，送錢送米，到他家裡，都被他拒絕了。他的情形，被淪陷區的學生知道了，並傳到後方，後方的學生也節衣縮食，籌集款項，與淪陷區同學合作，接濟他們的生活，直到他的逝世。」
以此可以管見柳翼謀和王伯沆對國立中央大學（原南京高師，以後先後改名國立東南大學、中央大學、南京大學，並在臺灣復校）學風和精神的影響，以及發揚中國文化的情形。唐德剛自傳回憶在中央大學求學生涯時寫道：「中大畢竟是繼承明朝國子監、民初兩江、東南的國學傳統」。張其昀《國立中央大學的學風》談到：「國立中央大學可說是中國現代儒學復興運動一個策源地。在五四運動以後，對中國歷史文化持懷疑與抨擊態度者，滔滔皆是。當時南京的我校，則屹立而不為動搖，所謂「鐘山龍蟠，石頭虎踞」，真有砥柱中流的氣概。我校所宣導的新學術，雖深受西洋思想的影響，而不為所轉移，而益充實光輝。這種儒學復興運動，經過四十年的時間，由發軔而漸趨成熟，以期成為吾國學術的正宗，中國真正的文藝復興。我們常以此自勉，當為世人所共見。」
王伯沆、柳翼謀影響近代南雍學風極大，但其影響不限於南雍、不限於受業弟子。南高文學研究會、哲學研究會、史地研究會、之後中央大學之國風，以及學衡、中國科學社等等學人及今之眾多學者，多受王伯沆和柳翼謀思想影響。其思想撒播遍及各界。